# اریش بلوخ
اریش بلوخ (انگلیسی: Erich Bloch) ; (زاده:۹ ژانویه ۱۹۲۵ -درگذشته: ۲۵ نوامبر ۲۰۱۶) یک دانشمند مهندسی برق اهل ایالات متحده آمریکا بود. او در توسعه آی‌بی‌ام و پردازنده مرکزی آن نقش داشت و از ۱۹۸۴ تا ۱۹۹۰ به عنوان رئیس بنیاد ملی علوم خدمت کرده‌است.

## زندگی‌نامه
بلوخ در سال ۱۹۲۵ در زولتسبورگ (آلمان) به دنیا آمد. او پسر یک تاجر یهودی بود و پدر و مادرش را در واقعه هولوکاست از دست داد، او طی جنگ از یک اردوگاه پناهندگان در سوییس نجات یافت و در ۱۹۴۸ به آمریکا مهاجرت کرد. بلوخ در رشته مهندسی برق در انستیتو تکنولوژی فدرال زوریخ تحصیل کرد و برای ادامه تحصیل به آمریکا رفت و مدرک مهندسی برق خود را از دانشگاه ایالتی نیویورک در بافلو دریافت کرد. بلوخ پس از فارغ‌التحصیلی در سال ۱۹۵۲ به آی‌بی‌ام یوست. او مدیر مهندسی سوپرکامپیوتر آی‌بی‌ام و مدیر چندین سایت تحقیقاتی در طول دوران خدمتش در این مؤسسه بود. در ژوئن ۱۹۸۴ رونالد ریگان رئیس‌جمهور آمریکا بلوخ را برای ریاست بنیاد علوم کاندید کرد تا جایگزین ادوارد آلان ناپ شود. در همان سال او به عنوان عضو خارجی آکادمی علوم مهندسی سوئد نیز انتخاب شد.

## جوایز و افتخارات
بلوخ در سال ۱۹۸۵، اولین مدال ملی فناوری و نوآوری را همراه با باب او. اوانز دریافت کرد.
در سال ۲۰۰۲ هیئت علوم ملی جایزه ونیوار بوش را به بلوخ اعطا کرد.

## مرگ
بلوخ در سن ۹۱ سالگی بدنبال ابتلاء به بیماری آلزایمر در ۲۵ نوامبر ۲۰۱۶ در واشینگتن دی.سی. درگذشت.